# アルフレッド・キーワ・イエゴ
アルフレッド・キーワ・イエゴ (Alfred Kirwa Yego、1986年11月28日 - )は、ケニアの陸上競技選手。2008年北京オリンピックの銅メダリストである。2013年世界陸上競技選手権大会の金メダリストであるユニス・ジェプコエチ・サムはいとこである。

## 経歴
イエゴは、2004年の世界ジュニア選手権の800mで2位という成績を上げるが、翌年のヘルシンキの世界選手権の800mでは予選で敗退と惨敗してしまった。しかし2007年の大阪の世界選手権の800mでは決勝に進出。最後の直線、リードしていたカナダのゲーリー・リードをゴール直前かわし、わずか100分の1秒差勝利し、メジャーな国際大会で初勝利を飾った。そして翌年の2008年には、北京オリンピックの800mでも、ケニアのウィルフレッド・ブンゲイ、スーダンのイスマイルアハメド＝イスマイルに次いで銅メダルを獲得。連続の表彰台となった。

## 自己ベスト
- 800m　1分42秒67 (2009年)
- 1500m　3分33秒68 (2009年)

## 主な実績
| 年   | 大会                               | 場所                       | 種目 | 結果      | 記録      |
| ---- | ---------------------------------- | -------------------------- | ---- | --------- | --------- |
| 2004 | 世界ジュニア陸上選手権             | グロッセート(イタリア)     | 800m | 2位       | 1分47秒39 |
| 2005 | 世界陸上選手権                     | ヘルシンキ(フィンランド)   | 800m | 4位（qf） | 1分48秒72 |
| 2006 | アフリカ陸上選手権                 | バンブース(モーリシャス)   | 800m | 3位       | 1分46秒85 |
| 2007 | 世界陸上選手権                     | 大阪(日本)                 | 800m | 1位       | 1分47秒09 |
| 2008 | オリンピック                       | 北京(中国)                 | 800m | 3位       | 1分44秒82 |
| 2008 | IAAFワールドアスレチックファイナル | シュトゥットガルト(ドイツ) | 800m | 1位       | 1分49秒05 |
| 2009 | 世界陸上選手権                     | ベルリン(ドイツ)           | 800m | 2位       | 1分45秒35 |

- qfは予選